# Robert Butow
Robert Joseph Charles Butow (19 de março de 1924 - 17 de outubro de 2017) foi um professor emérito de história japonesa na Universidade de Washington em Seattle. Autor de vários livros, ele foi uma das principais autoridades no Japão durante a Segunda Guerra Mundial.
Robert Butow nasceu em San Mateo, Califórnia. Quando ainda menino, ele mudou-se com a sua família para Menlo Park, Califórnia. Posteriormente, frequentou a faculdade na Universidade de Stanford, onde foi membro da Reserva do Exército e estudante da língua japonesa. Quando a sua unidade da Reserva do Exército foi activada, ele foi selecionado para cursar a Escola de Língua Japonesa do Exército.
Butow serviu no Exército dos Estados Unidos durante os primeiros meses da ocupação do Japão em 1945 e 1946, e interessou-se pela história e cultura japonesas. Após a sua dispensa como segundo-tenente, ele voltou para Stanford.
A sua tese de doutorado sobre a rendição japonesa (intitulada Japan's Decision to Surrender) foi posteriormente publicada como o seu primeiro livro.